# 吾妻健三郎
吾妻 健三郎（あづま けんざぶろう、安政3年（1856年）‐ 大正元年（1912年）10月26日）は、明治時代の銅版画家、石版画家、印刷技術者、出版者、ジャーナリスト。

## 来歴
出羽国米沢（現山形県米沢市）に米沢藩医の吾妻寿庵の三男として生まれた。明治6年（1873年）、親戚などから受け取った餞別を元手にして東京へ出て大学南校で学び、ゴットフリード・ワグネルによって銅版画を知った。明治9年（1876年）に日本橋に出版社『東陽堂』を開店する。明治14年（1881年）頃から3色使用の銅版転写石版画を工夫しており、これを万筋と名づけた。明治20年（1887年）に雑誌『絵画叢誌』、明治22年（1889年）に日本初のグラフィック雑誌『風俗画報』を発行したほか、尾形月耕による絵本、画集などを出版している。享年57。

## 作品
- 尾形月耕『伊呂波引月耕漫画』全7巻 明治27年（1894年）から明治36年（1903年）
- 尾形月耕『新撰月耕画鑑』1冊 明治37年（1904年）
- 尾形月耕『新撰東京名勝画譜』1冊 明治41年（1908年）